# Lijst van voetbalinterlands Faeröer - Roemenië
Deze lijst van voetbalinterlands is een overzicht van alle officiële voetbalwedstrijden tussen de nationale teams van Faeröer en Roemenië. De landen speelden tot op heden acht keer tegen elkaar. Het eerste duel, een kwalificatiewedstrijd voor het Wereldkampioenschap voetbal 1994, werd gespeeld op 6 mei 1992 in Boekarest. De laatste ontmoeting, een kwalificatiewedstrijd voor het Europees kampioenschap voetbal 2020, vond plaats in Tórshavn op 14 oktober 2019.

## Wedstrijden
| № | Plaats       | Datum             | Competitie           | Wedstrijd          | Uitslag |
| - | ------------ | ----------------- | -------------------- | ------------------ | ------- |
| 1 | Boekarest    | 6 mei 1992        | WK 1994 kwalificatie | Roemenië – Faeröer | 7 – 0   |
| 2 | Toftir       | 8 september 1993  | WK 1994 kwalificatie | Faeröer – Roemenië | 0 – 4   |
| 3 | Tórshavn     | 10 september 2008 | WK 2010 kwalificatie | Faeröer – Roemenië | 0 – 1   |
| 4 | Piatra Neamț | 14 oktober 2009   | WK 2010 kwalificatie | Roemenië – Faeröer | 3 – 1   |
| 5 | Ploiești     | 29 maart 2015     | EK 2016 kwalificatie | Roemenië – Faeröer | 1 – 0   |
| 6 | Tórshavn     | 11 oktober 2015   | EK 2016 kwalificatie | Faeröer – Roemenië | 0 – 3   |
| 7 | Cluj-Napoca  | 26 maart 2019     | EK 2020 kwalificatie | Roemenië − Faeröer | 4 − 1   |
| 8 | Tórshavn     | 12 oktober 2019   | EK 2020 kwalificatie | Faeröer − Roemenië | 0 − 3   |

## Samenvatting
| Competitie      | Totaal gespeeld | Winst Faeröer | Gelijk | Winst Roemenië | Doelsaldo Faeröer – Roemenië |
| --------------- | --------------- | ------------- | ------ | -------------- | ---------------------------- |
| WK-kwalificatie | 4               | 0             | 0      | 4              | 1 − 15                       |
| EK-kwalificatie | 4               | 0             | 0      | 4              | 1 − 11                       |
| Totaal          | 8               | 0             | 0      | 8              | 2 − 26                       |

Wedstrijden bepaald door strafschoppen worden, in lijn met de FIFA, als een gelijkspel gerekend.

## Details

### Eerste ontmoeting
| WK 1994 kwalificatie (Boekarest, Roemenië, 6 mei 1992): |              | |
| Roemenië | 7 – 0        | Faeröer |
| Gavril Balint 3' Gheorghe Hagi 15' Marius Lăcătuș 28' (pen.) Gavril Balint 39' Ioan Lupescu 45' Costel Pană 56' Gavril Balint 78'                                      | goals        | |
| Cornel Dinu | bondscoach   | Pál Guðlaugsson |
| Bogdan Stelea Dan Petrescu Gheorghe Mihali Gheorghe Popescu Dorinel Munteanu Costel Pană Ioan Lupescu 77' Iosif Rotariu Gheorghe Hagi Marius Lăcătuș 63' Gavril Balint | opstellingen | Jens Martin Knudsen Jóannes Jakobsen Tummas Eli Hansen Mikkjal Danielsen Alvi Justniussen Allan Mørkøre 48' Magni Jarnskor 63' Jan Dam Ábraham Hansen Kári Reynheim Jan Allan Müller |
| Ionel Gane 63' Marius Cheregi 77' | wissels      | 48' Torkil Nielsen 63' Todi Jónsson |
| | gele kaarten | 19' Magni Jarnskor 37' Jóannes Jakobsen |

### Tweede ontmoeting
| WK 1994 kwalificatie (Toftir, Faeröer, 8 september 1993): |              | |
| Faeröer | 0 – 4        | Roemenië |
| | goals        | 23' Florin Răducioiu 58' Florin Răducioiu 60' Florin Răducioiu 76' Florin Răducioiu                                                                                  |
| Páll Guðlaugsson | bondscoach   | Anghel Iordănescu |
| Jens Martin Knudsen Jóannes Jakobsen Óli Johannesen Kurt Mørkøre Alvi Justiniussen Allan Mørkøre 78' Magni Jarnskor Ábraham Løkin Hansen Kári Reynheim Jan Dam Øssur Hansen 78' | opstellingen | Florian Prunea 75' Dan Petrescu Daniel Prodan Gheorghe Popescu Tibor Selymes Ioan Sabău Ioan Lupescu Gheorghe Hagi Dorinel Munteanu Florin Răducioiu 68' Ion Vlădoiu |
| Rúni Nolsøe 78' Páll á Reynatúgvu 78' | wissels      | 68' Gheorghe Craioveanu 75' Basarab Panduru |

### Derde ontmoeting
| WK 2010 kwalificatie (Torshavn, Faeröer, 10 september 2008): |       |                  |
| Faeröer                                                      | 0 – 1 | Roemenië         |
|                                                              | goals | 59' Răzvan Cociș |

### Vierde ontmoeting
| WK 2010 kwalificatie (Piatra Neamț, Roemenië, 14 oktober 2009): |       |               |
| Roemenië                                                        | 3 – 1 | Faeröer       |
| Iulian Apostol 16' Gigel Bucur 65' Ionuţ Mazilu 88'             | goals | 88' Egil á Bø |

### Vijfde ontmoeting
| EK 2016 kwalificatie (scheidsrechter Artur Soares Dias, Ploiești, 29 maart 2015):                                                                                         |              | |
| Roemenië | 1 – 0        | Faeröer |
| Claudiu Keșerü 21' | goals        | |
| Victor Pițurcă | bondscoach   | Lars Olsen |
| Costel Pantilimon Răzvan Raț Vlad Chiricheș Dragoș Grigore Paul Papp Lucian Sânmărtean 86' Mihai Pintilii Alexandru Maxim Adrian Popa 71' Claudiu Keșerü Raul Rusescu 60' | opstellingen | Gunnar Nielsen 74' Odmar Færø Atli Gregersen Jóhan Davidsen Viljormur Davidsen Sonni Nattestad 79' Róaldur Jacobsen Sølvi Vatnhamar 74' Brandur Olsen Christian Holst Jóan Símun Edmundsson |
| Cristian Tănase 60' Gabriel Torje 71' Andrei Prepeliță 86' | wissels      | 74' Andreas Lava Olsen 74' Gilli Sørensen 79' René Joensen |
| Gabriel Torje 84' Claudiu Keșerü 90+3' | gele kaarten | 63' Sølvi Vatnhamar |

FSF · A-internationals · Statistieken · Bondscoaches · Faeröers vrouwenelftal · Faeröer U21 · Faeröer U20 · Faeröer U19 · Faeröer U18 · Faeröer U17 · Faeröer U16
1980 – 1989 ·
1990 – 1999 ·
2000 – 2009 ·
2010 – 2019 ·
2020 – 2029
1988 · 
1989 · 
1990 ·
1991 · 
1992 · 
1993 · 
1994 · 
1995 · 
1996 · 
1997 · 
1998 · 
1999 · 
2000 · 
2001 · 
2002 · 
2003 · 
2004 · 
2005 · 
2006 · 
2007 · 
2008 · 
2009 · 
2010 · 
2011 · 
2012 · 
2013 · 
2014 · 
2015 · 
2016 ·
2017 ·
2018 ·
2019 ·
2020 ·
2021 ·
2022 ·
2023 ·
2024
Albanië ·
Andorra ·
Armenië ·
Azerbeidzjan ·
België ·
Bosnië en Herzegovina ·
Canada ·
Cyprus ·
Denemarken ·
Duitsland ·
Estland ·
Finland ·
Frankrijk ·
Georgië ·
Gibraltar ·
Griekenland ·
Hongarije ·
Ierland ·
IJsland ·
Israël ·
Italië ·
Joegoslavië ·
Kazachstan ·
Kosovo ·
Letland · 
Liechtenstein ·
Litouwen ·
Luxemburg ·
Malta ·
Moldavië ·
Nederland ·
Noord-Ierland ·
Noord-Macedonië ·
Noorwegen ·
Oekraïne ·
Oostenrijk ·
Polen ·
Portugal ·
Roemenië ·
Rusland ·
San Marino ·
Schotland ·
Servië ·
Servië en Montenegro · 
Slovenië ·
Slowakije ·
Spanje ·
Thailand ·
Tsjechië ·
Tsjecho-Slowakije ·
Turkije ·
Wales ·
Zweden ·
Zwitserland
FRF · A-internationals · Selecties · Bondscoaches · Statistieken · Roemeens vrouwenelftal · Olympisch elftal · Roemenië U21 · Roemenië U20 · Roemenië U19 · Roemenië U18 · Roemenië U17 · Roemenië U16
1922 – 1929 · 
1930 – 1939 · 
1940 – 1949 · 
1950 – 1959 · 
1960 – 1969 · 
1970 – 1979 · 
1980 – 1989 · 
1990 – 1999 · 
2000 – 2009 · 
2010 – 2019 · 
2020 – 2029
EK's: 1984 · 
1996 · 
2000 · 
2008 · 
2016 · 
2024
WK's: 1930 · 
1934 · 
1938 · 
1970 · 
1990 · 
1994 · 
1998
OS: 1924 · 
1952 · 
1964 · 
2020
1922 · 
1923 · 
1924 · 
1925 · 
1926 · 
1927 · 
1928 · 
1929 · 
1930 · 
1931 · 
1932 · 
1933 · 
1934 · 
1935 · 
1936 · 
1937 · 
1938 · 
1939 · 
1940 · 
1941 · 
1942 · 
1943 · 
1944 · 
1945 · 
1946 · 
1947 · 
1948 · 
1949 · 
1950 · 
1952 · 
1952 · 
1953 · 
1954 · 
1955 · 
1956 · 
1957 · 
1958 · 
1959 · 
1960 · 
1961 · 
1962 · 
1963 · 
1964 · 
1965 · 
1966 · 
1967 · 
1968 · 
1969 · 
1970 · 
1971 · 
1972 · 
1973 · 
1974 · 
1975 · 
1976 · 
1977 · 
1978 · 
1979 · 
1980 · 
1981 · 
1982 · 
1983 · 
1984 · 
1985 · 
1986 · 
1987 · 
1988 · 
1989 · 
1990 · 
1991 · 
1992 · 
1993 · 
1994 · 
1995 · 
1996 · 
1997 · 
1998 · 
1999 · 
2000 · 
2001 · 
2002 · 
2003 · 
2004 · 
2005 · 
2006 · 
2007 · 
2008 · 
2009 · 
2010 · 
2011 · 
2012 · 
2013 · 
2014 · 
2015 ·
2016 ·
2017 ·
2018 ·
2019 ·
2020 ·
2021 ·
2022 ·
2023
Albanië ·
Algerije ·
Andorra ·
Argentinië ·
Armenië ·
Australië ·
Azerbeidzjan ·
België ·
Bolivia ·
Bosnië en Herzegovina ·
Brazilië ·
Bulgarije ·
Chili ·
China ·
Colombia ·
Congo-Kinshasa ·
Cuba ·
Cyprus ·
DDR ·
Denemarken ·
Duitsland ·
Ecuador ·
Egypte ·
Engeland ·
Estland ·
Faeröer ·
Finland ·
Frankrijk ·
Georgië ·
Griekenland ·
Honduras ·
Hongarije ·
Ierland ·
IJsland ·
Irak ·
Iran ·
Israël ·
Italië ·
Ivoorkust ·
Japan ·
Joegoslavië ·
Kameroen ·
Kazachstan · 
Kosovo · 
Kroatië ·
Letland ·
Liechtenstein ·
Litouwen ·
Luxemburg ·
Malta ·
Marokko ·
Mexico ·
Moldavië ·
Montenegro ·
Nederland ·
Nigeria ·
Noord-Ierland ·
Noord-Macedonië ·
Noorwegen ·
Oekraïne ·
Oostenrijk ·
Paraguay ·
Peru ·
Polen ·
Portugal ·
Rusland ·
San Marino ·
Schotland ·
Servië ·
Slovenië ·
Slowakije ·
Sovjet-Unie ·
Spanje ·
Trinidad en Tobago ·
Tsjechië ·
Tsjecho-Slowakije ·
Tunesië ·
Turkije ·
Turkmenistan ·
Uruguay ·
Verenigde Arabische Emiraten ·
Verenigde Staten ·
Wales ·
Wit-Rusland ·
Zuid-Korea ·
Zweden ·
Zwitserland
Albanië (2016) · 
Frankrijk (2008) · 
Frankrijk (2016) · 
Italië (2008) · 
Nederland (2008) · 
Zwitserland (2016)